# Lucas Landa
Lucas Landa (Chañar Ladeado, Santa Fe, Argentina, 3 de abril de 1986) es un futbolista argentino. Juega de defensor y actualmente se desempeña en Estudiantes de Rio Cuarto de la Primera B Nacional.

## Trayectoria
Realizó la novena división en Independiente de Chañar Ladeado y desde la Octava a Cuarta en Gimnasia y Esgrima La Plata. Debutó en la Primera División el 27 de agosto de 2006 jugando para este  último equipo.
En el año 2010 fue cedido a préstamo al Barcelona de Ecuador. Tras la cesión, volvió a la institución platense.
A principios del 2011, rescindió su contrato con el club y fichó para jugar en San Martín de San Juan. Luego se unió al Club Atlético Colón en julio de 2013, a pedido de Rubén Forestello.
El 17 de marzo de 2017 se unió al Club Guillermo Brown de Puerto Madryn, Provincia de Chubut hasta finalizar el torneo.Quedando a un paso de lograr el ascenso a primera división.  
Actualmente se encuentra en el Sarmiento de Junín.

## Estadísticas
| Equipo                    | Temporada           | Liga     | Liga  | Copa Nacional | Copa Nacional | Copa Internacional | Copa Internacional | Total    | Total |
| Equipo                    | Temporada           | Partidos | Goles | Partidos      | Goles         | Partidos           | Goles              | Partidos | Goles |
| Gimnasia LP Argentina     | 2006/07             | 31       | 4     | -             | -             | 6                  | 0                  | 32       | 1     |
| Gimnasia LP Argentina     | 2007/08             | 22       | 1     | -             | -             | -                  | -                  | 22       | 1     |
| Gimnasia LP Argentina     | 2008/09             | 5        | -     | -             | -             | -                  | -                  | 5        | 0     |
| Gimnasia LP Argentina     | 2009/10             | 4        | 1     | -             | -             | -                  | -                  | 4        | 1     |
| Gimnasia LP Argentina     | 2010/11             | 5        | 0     | -             | -             | -                  | -                  | 5        | 0     |
| Gimnasia LP Argentina     | Total               | 67       | 6     | -             | -             | 6                  | 0                  | 68       | 6     |
| Barcelona · Ecuador       | 2010/11             | 5        | 1     | -             | -             | -                  | -                  | 5        | 1     |
| Barcelona · Ecuador       | Total               | 5        | 1     | -             | -             | -                  | -                  | 5        | 1     |
| San Martín (SJ) Argentina | 2010/11             | 7        | 0     | -             | -             | -                  | -                  | 7        | 0     |
| San Martín (SJ) Argentina | 2011/12             | 39       | 2     | 2             | 0             | -                  | -                  | 39       | 2     |
| San Martín (SJ) Argentina | 2012/13             | 36       | 4     | -             | -             | -                  | -                  | 36       | 4     |
| San Martín (SJ) Argentina | Total               | 80       | 6     | 2             | 0             | -                  | -                  | 82       | 6     |
| Colón Argentina           | 2013/14             | 33       | 2     | -             | -             | -                  | -                  | 33       | 2     |
| Colón Argentina           | 2014                | 19       | 0     | 2             | 0             | -                  | -                  | 21       | 0     |
| Colón Argentina           | 2015                | 8        | 0     | 1             | 0             | -                  | -                  | 9        | 0     |
| Colón Argentina           | 2016                | 0        | 0     | 0             | 0             | -                  | -                  | 0        | 0     |
| Colón Argentina           | Total               | 60       | 2     | 3             | 0             | -                  | -                  | 63       | 2     |
| Guillermo Brown Argentina | 2016-17             | 7        | 1     | 0             | 0             | -                  | -                  | 7        | 1     |
| Guillermo Brown Argentina | Total               | 7        | 1     | -             | -             | -                  | -                  | 7        | 1     |
| Total en su carrera       | Total en su carrera | 253      | 16    | 5             | 0             | 6                  | 0                  | 261      | 16    |